# Zemunski kej
Zemunski kej (en serbe cyrillique : Земунски кеј) est un quartier de Belgrade, la capitale de la Serbie. Il est situé dans la municipalité urbaine de Zemun. Au recensement de 2002, il comptait 3 649 habitants.
En serbe, le nom du quartier signifie « le quai de Zemun ».

## Emplacement
Zemunski kej est situé le long de la rive droite du Danube. Le quartier est parcouru par le Kej oslobođenja, le « Quai de la Libération », qui commence au pied de la colline de Gardoš à la hauteur du Veliki trg et se prolonge sur 2,5 km jusque dans la municipalité de Novi Beograd. À l'est, il est entouré par les quartiers de Donji Grad et de Retenzija et, au sud, par le quartier d'Ušće à Novi Beograd.

## Caractéristiques
Une promenade, parallèle au Kej oslobođenja, longe le Danube et, après Ušće, elle forme une continuité avec les allées piétonnes qui bordent les quartiers de Staro Sajmište et de Savski Nasip, sur la rive gauche de la Save. La promenade a été construite sur la berge, surélevée en 1967.
Le Zemunski kej abrite plusieurs marinas, dont les marinas Nautec et Dunav. Le quartier longe en partie la grande Île de la guerre, située sur le fleuve, et sert de point de départ aux bateaux et au pont flottant qui, en saison, le relient à cette île.
L'un des plus grands hôtels de Belgrade, l'hôtel Jugoslavija, est situé dans le quartier. Endommagé par le bombardement de la Serbie par l'OTAN en 1999, il est actuellement en reconstruction. Sur la rive en face de l'hôtel, de nombreuses barges, abritant des restaurants et des discothèques, contribuent à la vie nocturne de Belgrade.

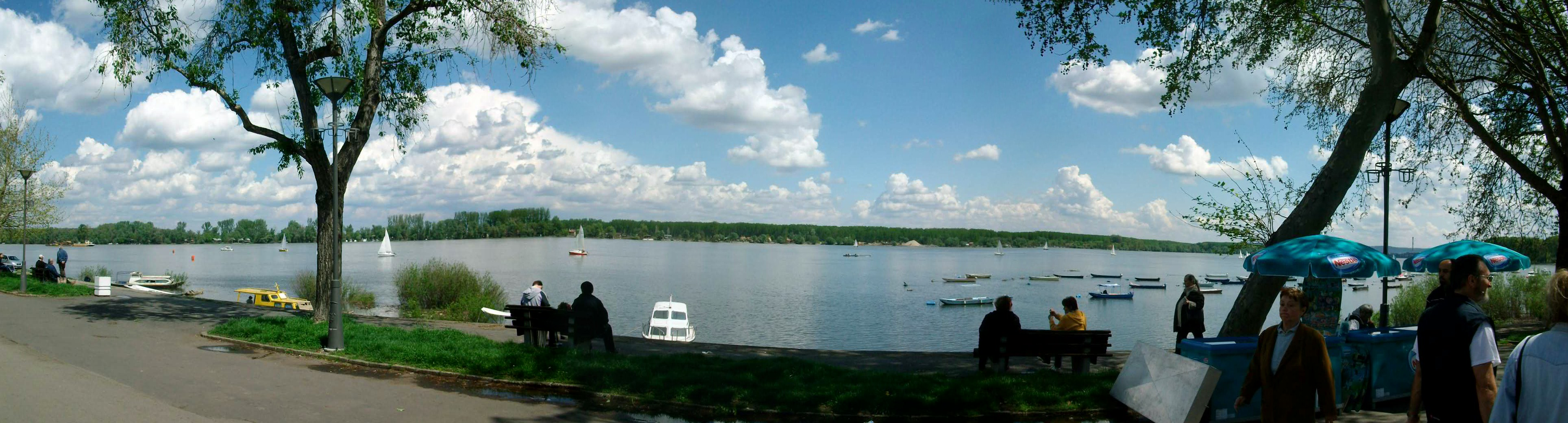
Vue sur le Danube depuis la promenade du Zemunski kej

## Transports
Plusieurs lignes de bus de la société GSP Beograd ont leur terminus dans le quartier, soit les lignes 82 (Zemun Kej oslobođenja – Bežanijsko groblje – Blok 44), 610 (Zemun Kej oslobođenja – Jakovo), 611 (Zemun Kej oslobođenja – Dobanovci), 705 (Zemun Kej oslobođenja – 13. maj) et 706E (Zemun Kej oslobođenja – Base aérienne de Batajnica).